# Schloss Dettenheim

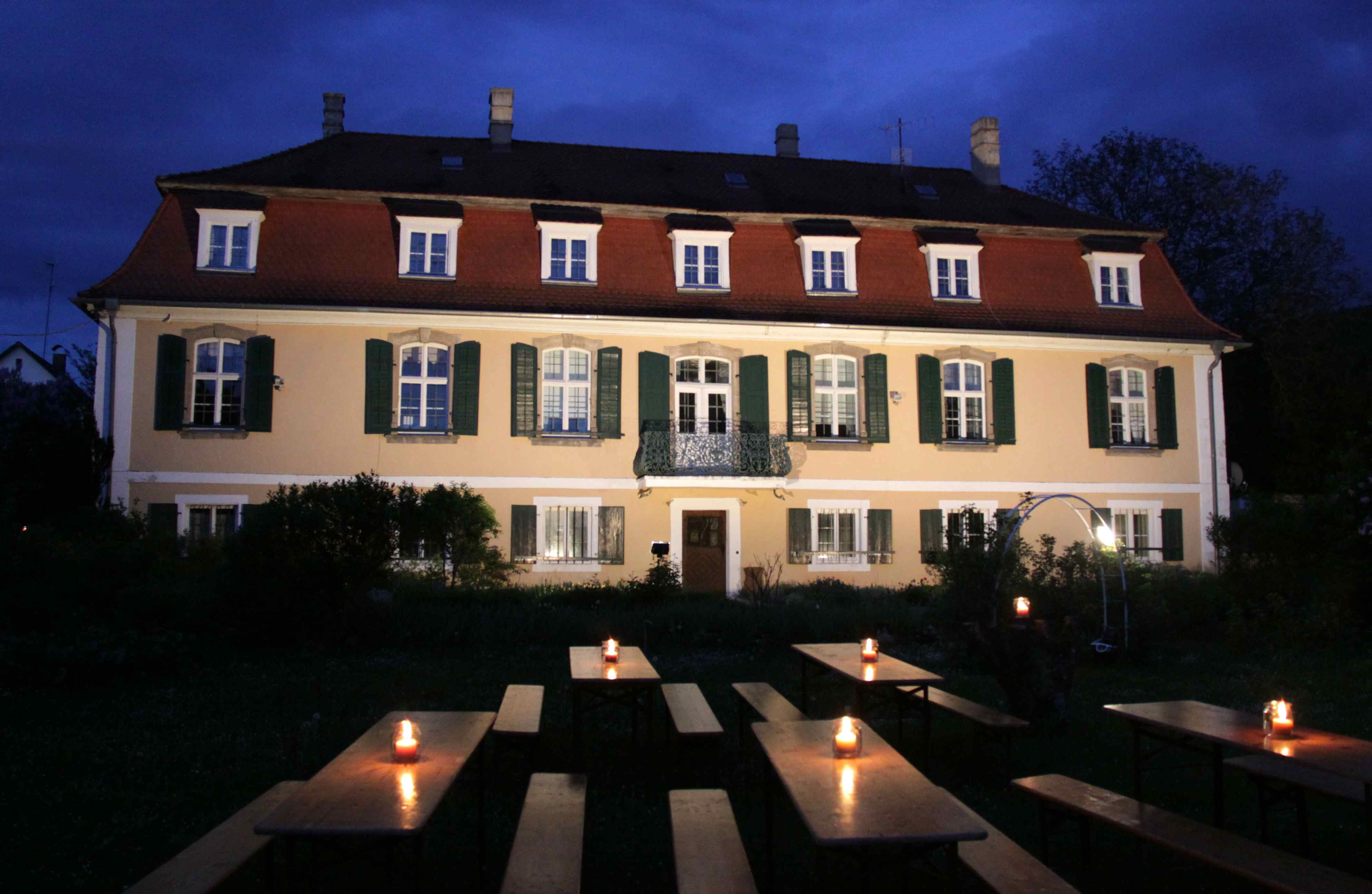
Das Schloss zur Blauen Stunde von der Gartenseite aus, 2012

Das Schloss Dettenheim ist ein Schlossbau in Dettenheim, einem Gemeindeteil der Stadt Weißenburg in Bayern im mittelfränkischen Landkreis Weißenburg-Gunzenhausen. Das Gebäude ist unter der Denkmalnummer D-5-77-177-477 als Baudenkmal in die Bayerische Denkmalliste eingetragen.

## Geographische Lage
Der Schlossbau befindet sich in Handlage südlich des Ortskerns unweit der örtlichen Scheunenkirche auf einer Höhe von 433 m ü. NHN. Die postalische Adresse lautet Donauwörther Straße 5.

## Baubeschreibung und Geschichte
Den eingeschossigen Mansardwalmdachbau mit Souterrain ließen die Marschälle von Pappenheim 1782 von Sebastian Man(t)z aus Ellwangen errichten, der das Schloss als Plankopie des Pappenheimer Armenhauses Alexander-Beck-Straße 15 anlegen ließ.
Die große Gartenanlage ist ebenfalls denkmalgeschützt. Im Garten befinden sich ein Ziehbrunnen und ein Gedenkobelisk von 1792.
Eine dem Schloss zugehörige Scheune von 1814 wurde 1956 zur Scheunenkirche Dettenheim St. Gunthildis umgewidmet. Davor diente der Blaue Saal des Schlosses der katholischen Gemeinde als Gebetsraum.